# Peter Dale Scott
Pour les articles homonymes, voir Scott et Peter Scott.
Peter Dale Scott, né le 11 janvier 1929, est un universitaire canadien, professeur émérite de littérature anglaise à l’université de Californie à Berkeley. Auteur d'essais sur des thèmes politiques, il est connu pour ses positions anti-guerre et ses critiques envers la politique étrangère des États-Unis depuis la guerre du Viêt Nam. Il est également l'auteur de recueils de poésie. Il est considéré par certains notamment Conspiracy Watch, comme étant un auteur conspirationniste.

Peter Dale Scott a travaillé durant quatre ans (1957-1961) pour le service diplomatique canadien. Il prit sa retraite de l'université de Berkeley en 1994, où il a le statut de professeur émérite. 

## Biographie
Peter Dale Scott est né le 11 janvier 1929 à Montréal, Canada. Il est le fils du poète, professeur et juriste québécois F. R. Scott et de la peintre canadienne Marian Dale Scott[réf. souhaitée]
Il obtient un baccalauréat universitaire ès lettres (BA) à l'université McGill de Montréal en 1949, puis conclut ses études supérieures en obtenant un doctorat en sciences politiques dans cette même université. L'objet de sa thèse était d'analyser les idées politiques et sociales de l'écrivain et poète T. S. Eliot. Après une année passée à enseigner les sciences politiques à l'université McGill, Peter Dale Scott passe avec succès l'examen du ministère des Affaires étrangères (Canada). Il décide quatre ans plus tard de quitter le corps diplomatique et de réintégrer le corps enseignant à l'université de Californie à Berkeley, où il enseigne pendant 35 ans.
Il représente d'abord le Canada pour les douzième et treizième sessions de l'Assemblée générale des Nations unies en 1957 et en 1958[réf. nécessaire].
Peter Dale Scott enseigne la littérature anglaise de 1966 à 1994 à l'université de Californie à Berkeley. Il devient professeur associé en 1968, fonction qu'il occupe jusqu'en 1980, lorsqu'il est nommé professeur des universités jusqu'à sa retraite en 1994.

## Travaux
Depuis 1972 et la publication de son premier livre (The War Conspiracy), Peter Dale Scott développe le concept de « Parapolitique » comme grille d'analyse des opérations clandestines. Il a ensuite fait évoluer la Parapolitique vers ce qu'il appelle la « Politique profonde » (Deep politics), qu'il définit comme « l’ensemble des pratiques et des dispositions politiques, intentionnelles ou non, qui sont habituellement refoulées dans le discours public plus qu’elles ne sont admises ».
Pour Rudy Reichstadt, rédacteur du site Conspiracy Watch, la « parapolitique » et la « politique profonde » sont « deux mots par la magie desquels Scott s’affranchit, sans avoir l’air d’y toucher, des modalités traditionnelles d’administration de la preuve ». Rudy Reichstadt estime que le concept de « politique profonde » est de la théorie du complot.
Le livre La Machine de guerre américaine a été publié dans sa version originale le 16 novembre 2010. Dans cet ouvrage, l'auteur étudie l'instrumentalisation du trafic de drogue global par les États-Unis depuis l'après-guerre. Comme l'a écrit en 2013 le général d'armée aérienne (2S) Bernard Norlain dans la Revue Défense nationale, l'auteur « explique [...] l’utilisation du trafic de drogue par la CIA pour lutter contre le communisme, les gouvernements et mouvements de gauche et, de nos jours, pour maintenir la suprématie américaine sur le monde ».
Publié en octobre 2014 aux éditions Rowman & Littlefield, son dernier livre s'intitule The American Deep State. Titré L’État profond américain, cet ouvrage a été traduit puis publié en français en mai 2015. Par la suite, ce livre a fait l'objet d'une recension dans Paris Match, dans laquelle l’origine du concept d’« État profond » tel qu’appliqué aux États-Unis est attribuée à Peter Dale Scott.

## Accusations de conspirationnisme
Peter Dale Scott est identifié comme un auteur conspirationniste par les universitaires Peter Knight (Université de Manchester) et Mark Fenster (Université de Floride), ainsi que par le procureur américain Vincent Bugliosi. Conspiracy Watch souligne qu'il est notamment « un compagnon de route des conspirationnistes du 11-Septembre » et que sa maison d'édition, Demi-Lune, édite « quelques-uns des théoriciens du complot les plus prolifiques des dix dernières années » (Thierry Meyssan, David Ray Griffin, Webster Tarpley, Gerhard Wisnewski ou encore Gilad Atzmon). Ses ouvrages sont mis en avant par la plupart des sites dits conspirationnistes anglophones et francophones.

## Publications

### Politique

#### Originales en anglais
- The War Conspiracy (1972, épuisé)
- The Assassinations: Dallas and Beyond, en collaboration, 1976  (ISBN 0-3944-0107-7)
- Crime and Cover-Up: The CIA, the Mafia, and the Dallas-Watergate Connection, 1977  (ISBN 0-8786-7066-1)
- The Iran-Contra Connection, en collaboration, 1987  (ISBN 0-8960-8291-1)
- Cocaine Politics: Drugs, Armies, and the CIA in Central America, en collaboration, 1991, 1998  (ISBN 0-5202-1449-8)
- Deep Politics and the Death of JFK, 1993, 1996  (ISBN 0-5202-0519-7)
- Deep Politics Two: Essays on Oswald, Mexico, and Cuba, 1995, 2007  (ISBN 0-9790-0994-4)
- Drugs Oil and War, 2003  (ISBN 0-7425-2522-8)
- The Road to 9/11: Wealth, Empire and the Future of America (University of California Press, septembre 2007  (ISBN 0-5202-3773-0)
- The War Conspiracy: JFK, 911, and the Deep Politics of War, réimpression et expansion de l'édition de 1972, juillet 2008  (ISBN 978-0-9801-2136-0)
- American War Machine: Deep Politics, the CIA Global Drug Connection, and the Road to Afghanistan, Rowman & Littlefield, novembre 2010  (ISBN 978-0-7425-5594-5)
- Oswald, Mexico, and Deep Politics: Revelations from CIA Records on the Assassination of JFK, septembre 2013,  (ISBN 978-1-6263-6009-9)
- The American Deep State: Wall Street, Big Oil, and the Attack on U.S. Democracy, Lanham, MD: Rowman & Littlefield, novembre 2014,  (ISBN 1442214244)

#### Traductions en français
- La Route vers le Nouveau Désordre Mondial : 50 ans d'ambitions secrètes des États-Unis [« The Road to 9/11: Wealth, Empire and the Future of America »], Éditions Demi-Lune, 2010, 509 p. (ISBN 978-2-917112-16-8)
- La Machine de guerre américaine : La politique profonde, la CIA, la drogue, l'Afghanistan... [« American War Machine: Deep Politics, the CIA Global Drug Connection, and the Road to Afghanistan »], Éditions Demi-Lune, 2012 (ISBN 978-2-917112-21-2)
- L'Etat profond américain : La finance, le pétrole, et la guerre perpétuelle [« The American Deep State: Wall Street, Big Oil, and the Attack on U.S. Democracy »], Éditions Demi-Lune, 2015 (ISBN 978-2-917112-27-4)

### Poésie
- Coming to Jakarta: A Poem About Terror, 1989  (ISBN 0-8112-1095-2)
- Listening to the Candle: A Poem on Impulse, 1992  (ISBN 0-8112-1214-9)
- Crossing Borders: Selected Shorter Poems, 1994  (ISBN 0-8112-1284-X)
- Minding the Darkness: A Poem for the Year 2000, 2000  (ISBN 0-8112-1454-0)
- Mosaic Orpheus, 2009  (ISBN 978-0-7735-3506-0)
- Tilting Point, 2012  (ISBN 0-9850-2609-X)